# Етно-село
Етно-село је туристички комплекс, и представља музеј на отвореном.

## Позната етно-села у Србији
У Србији постоји много етно-села.
- Комплекс „Старо село“
- Коштунићи
- Гостиље
- Сопотница
- Ресник
- Трубаревац
- Катићи
- Дрвенград
- Мачкат